# Capitoli Nacional Creek
El Capitoli Nacional Creek, també coneguda com a Casa del Consell Creek, és un edifici al centre d'Okmulgee (Oklahoma). Era el capitoli de la Nació Muscogee (Creek) de 1878 a 1907, quan Oklahoma esdevingué un estat. En 1919 el Departament de l'Interior dels Estats Units va vendre l'edifici a la ciutat d'Okmulgee.
Fou declarat Fita Històrica Nacional en 1961.4 de juliol de 1961
L'edifici allotja actualment el Museu de la Casa del Consell Creek amb artefactes i exhibicions sobre la història dels pobles Muscogee (Creek) i de les arts i artesanies natives americanes. Des de 2006 els Muscogee (Creek) havia expressat el seu interès en la compra de l'edifici. L'agost de 2010 la ciutat d'Okmulgee accedí a vendre l'edifici a la tribu per 3.2 milions de dòlars; la venda es va completar i la propietat fou transferida al novembre de 2010.